# Antoni Tomàs i Pastor
Antoni Tomàs i Pastor (Llucmajor, Mallorca, 1867 - Palma, Mallorca, 1936) va ser un historiador i eclesiàstic mallorquí.
El 1890 fou ordenat prevere i, més endavant, el 1893, va ingressar a la congregació dels Missioners dels Sagrats Cors de Jesús i Maria, de la qual va arribar a ser conseller i secretari general.
Com a investigador, centrà el seu treball en diversos estudis biogràfics i d'història sagrada. Va col·laborar en la revista Lluch gairebé des de la seva fundació. Algunes de les seves obres encara resten inèdites. També va ser autor de diferents comentaris evangèlics. El 1897 es va interessar per la devolució dels béns a Lluc. Figura també com un dels col·laboradors de la revista Mallorca Dominical.

## Obra
- Biografía del M.R.P. Joaquín Rosselló y Ferrá (1914)

- Vida de la beata Catalina Thomás en el monasterio de Santa María Magdalena de la Ciudad de Palma (1916)
- Nostra Senyora de Lluch. Compèndi històric (1918)
- Biografía del M.I. Sr.D. Miguel Maura Montaner (1919)
- Mi viaje a Tierra Santa (1924)
- Colección escogida de escritos apologéticos, políticos, religiosos, morales y ascéticos, publicados e inéditos originales del M.I.Sr.D. Miguel Maura y Montaner... I: Artículos apologéticos y políticos (1925).